# موسانو
موسانو (بالإيطالية: Mossano)‏ هي جزء من بلدية باربارانو موسانو في مقاطعة مقاطعة فشنزة، في منطقة فنيتة، بشمال شرق إيطاليا.